# Forum Media Group
Die FORUM MEDIA GROUP GMBH (FMG) ist ein international tätiges Medienunternehmen mit Sitz in Merching bei Augsburg. 

## Geschäftsbereiche
Das Kerngeschäft der FMG liegt in den Bereichen Information, Bildung und Lösungen. Im B2B-Geschäft bereiten die Fachverlage der Mediengruppe Fachinformationen auf und stellen diese den Zielgruppen zur Verfügung. Neben klassischen Printmedien wie Loseblattwerke, Bücher, Fachzeitschriften und Magazinen umfasst das Portfolio auch digitale Medien wie Softwareprodukte, Newsletter, Online-Lösungen, Podcasts und KI-gestütze Angebote. Außerdem gehören Kongresse, Seminare und spezielle Trainingsangebote für Fach- und Führungskräfte zum Portfolio der Mediengruppe.
Einzelne Produkte der FORUM MEDIA GROUP richten sich auch an private Nutzer wie beispielsweise die Zeitschriften des DoldeMedien Verlags in Stuttgart. Zur Gruppe gehört außerdem das mehr als 100-jährige Segelschiff „Eye of the Wind“, auf dem Führungskräftetrainings, aber auch private Reisen angeboten werden.

## Geschichte
Die Forum Media Group wurde 1988 durch Ronald Herkert als Einzelfirma „Forum Verlag Herkert“ gegründet. Anfangs veröffentlichte der Verlag überwiegend Kundenzeitschriften, erweiterte aber schon bald sein Geschäftsfeld auf den Bereich beruflicher Fachinformationen. 1995 bezog das Unternehmen seinen neuen Firmensitz in Merching bei Augsburg. 1998 wurde die erste internationale Tochtergesellschaft in Polen gegründet, weitere osteuropäische Gründungen folgten. 2005 wurde die Forum Media Group GmbH als Holding geschaffen. Ab 2009 wuchs das Unternehmen vermehrt durch Zukäufe, zunächst des DoldeMedien Verlags in Stuttgart, später unter anderem auch durch die Akquise von nextmedia (2013, Australien), Kenilworth Media (2014, Kanada) und die Trade Press Media Group (2018, USA). Der jüngste Zukauf ist die in Balingen ansässige Spitta GmbH.

## Unternehmen der Verlagsgruppe
Die Forum Media Group besitzt Tochtergesellschaften in 12 Ländern:
- Forum Verlag Herkert GmbH (Merching, Deutschland)
- Forum Zeitschriften und Spezialmedien GmbH (Merching, Deutschland)
- Forum train & sail GmbH (Merching, Deutschland)
  - Betrieb des Segelschiffes „Eye of the Wind“
- DoldeMedien Verlag GmbH (Stuttgart, Deutschland)
- Spitta GmbH (Balingen, Deutschland)
- Nextmedia Pty. Ltd (Australien)
- Lighthouse Independent Media (Hongkong und Singapur)
- Kenilworth Media Inc. (Kanada)
- BCM Media (Niederlande)
- FVH Forum Verlag Herkert (Österreich)
- Forum Media Polska (Polen)
- Forum Media Slovenija (Slowenien)
- Editorial Juridica Sepin (Spanien)
- Nakladatelstvi Forum (Tschechische Republik)
- Trade Media Press Group (Vereinigte Staaten)
  - Building Operating Management
  - Facility Maintenance Decision
  - Facility Cleaning Decisions
  - Sanitary Maintenance
  - Contracting Profits
  - Progressive Railroading
- Gemba Academy (Vereinigte Staaten)

## Deutschsprachige Periodika
- Der Facility Manager
- Catering Management
- hotelbau
- equitrends
- Pferdebetrieb
- DER HUND
- der bauhofleiter
- Der Hausmeister
- der bauschaden
- Reisemobil International
- Camping, Cars & Caravans
- BORDATLAS
- Feuerwehr